# Вербальная агрессия

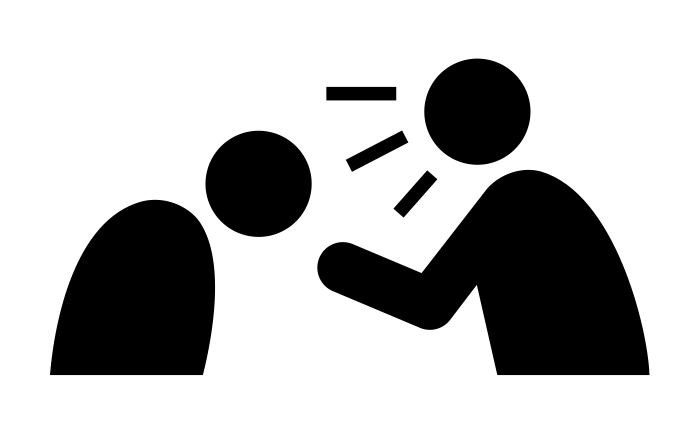
Символическое изображение вербальной агрессии

Вербальная агрессия или словесное насилие — агрессия в речевой форме с целью снижения уверенности в себе и порождения чувства беспомощности у объекта нападения. Вербальная агрессия является эмоциональным насилием. Включает в себя резкие слова, оскорбления, брань и чрезмерный крик, угрозы и тому подобное. Сюда же относится нежелательная критика и оскорбления. С точки зрения психологии, это деструктивная форма общения, направленная на нанесение вреда самооценке другого человека и генерации негативных эмоций. Модель поведения, которая преднамеренно используется для манипулирования другими людьми, мести или иных деструктивных целей.

## Типы
В ситуациях вынужденного группового общения, например в школах, люди могут прибегать к словесной агрессии, как элементу запугивания, часто имеющему физический компонент, чтобы возвыситься над объектом нападения и/или сблизиться с другими против объекта нападения. Обычно хулиган не знает другого способа эмоционально объединиться с другими.
В партнёрских и семейных отношениях вербальный агрессор может агрессивно реагировать на «обособленность» партнёра, то есть на независимые мысли, взгляды, желания, чувства, проявления эмоций (даже счастья), которые обидчик рассматривает как угрозу или раздражитель. Иногда вербальная агрессия может быть способом компенсации низкой самооценки агрессора.
Иногда психологическая агрессия имеет неявный характер. Такое поведение известно как «газлайтинг» или поведение, подобное Джекилу и Хайду. Неопределённость усугубляет страдания жертвы, вызванные психологическим насилием и выводит жертву из равновесия.
В результате повторяющейся словесной агрессии у жертвы может развиться клиническая депрессия и другие заболевания, связанные с постоянным стрессом. Дети, ставшие жертвами словесной агрессии, могут впоследствии практиковать оскорбления в отношении других.
Существует мнение, что словесная агрессия способна нанести такой же вред здоровью, как и физическое насилие. И как отмечают эксперты, это не является далёким от правды

## Элементы
Словесная агрессия может включать следующие элементы:
- Агрессивная злоба (вспышки агрессии)
- Обвинения[англ.], в том числе, безосновательные[англ.]
- Возражения, оспаривание мыслей, мнений, чувств и опыта страдающей стороны.
- Осуждение и критика
- Принижение[англ.]
- Обзывание[англ.]
- Социальное принижение[англ.]
- Угрозы

## Защита
Известный американский психиатр Дэвид Бернс рекомендует защищаться от вербальной агрессии с помощью техники, которую он называет «словесным дзюдо».